# 1947 w polityce

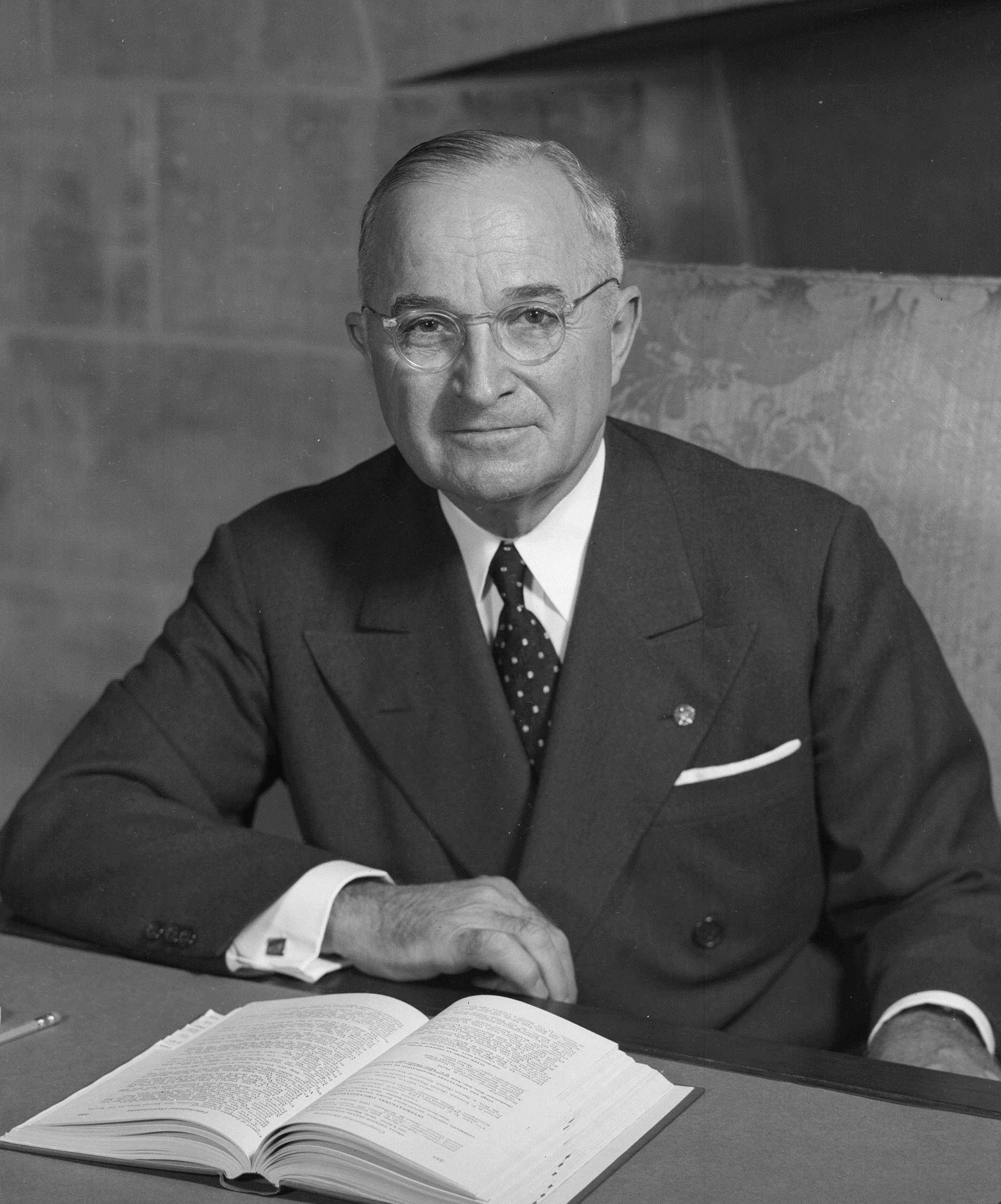
Harry Truman

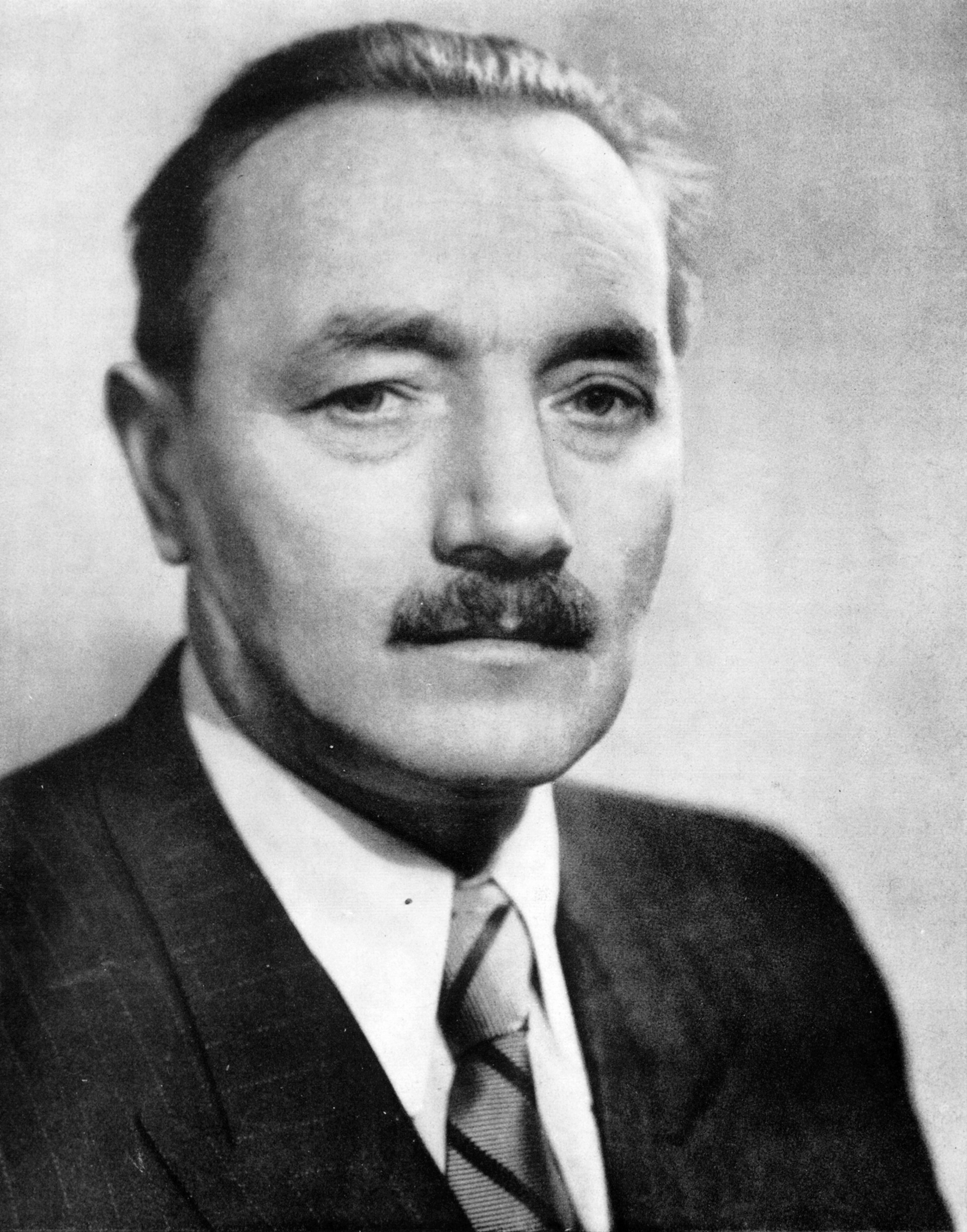
Bolesław Bierut

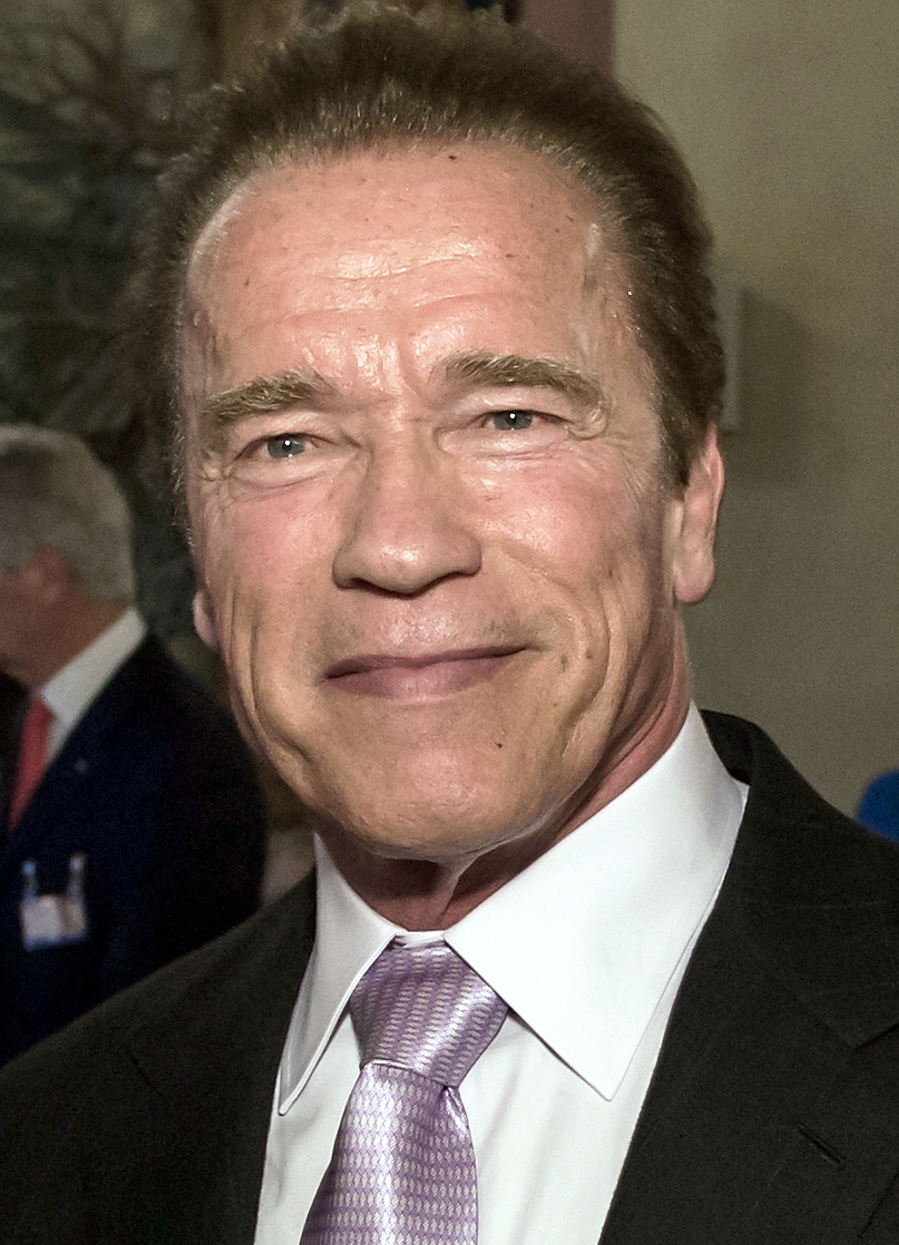
Arnold Schwarzenegger

Wydarzenia polityczne w 1947 roku.

## Styczeń
- 19 stycznia – w Polsce odbyły się wybory do Sejmu, których wyniki zostały sfałszowane[1].

## Luty
- 1 lutego – brytyjską i amerykańską strefę okupacyjną w Niemczech połączono w jeden obszar gospodarczy – Bizonię[2].
- 5 lutego – Bolesław Bierut objął funkcję prezydenta Polski[3].
- 8 lutego – powołany został rząd Józefa Cyrankiewicza[4].
- 10 lutego – w Paryżu podpisano układ pokojowy z byłymi aliantami Niemiec hitlerowskich: Bułgaria, Finlandia, Rumunia, Węgry i Włochy. Na mocy wielostronnych porozumień Włochy utraciły kolonie w Afryce i część Julijskiej Krainy, Dodekanez i Istrię, Finlandia zrzekła się na rzecz Związku Radzieckiego regionu Petsamo (dzisiejsza Peczenga) oraz musiała zaprzestać roszczenia sobie praw do utraconej w 1940 roku Karelii, Węgry przekazały Rumunii część Siedmiogrodu, a Rumunia oddała ZSRR Besarabię i Bukowinę[3].
- 19 lutego – w Polsce ogłoszona została Mała Konstytucja[4].

## Marzec
- 1 marca – powstał Międzynarodowy Fundusz Walutowy[5].
- 4 marca – Francja i Wielka Brytania podpisały na 50 lat Traktat z Dunkierki, czyli Traktat o sojuszu i wzajemnej pomocy[6].
- 12 marca – prezydent Stanów Zjednoczonych Harry Truman sformułował w orędziu do Kongresu tzw. Doktrynę Trumana, czyli deklarację polityki wspierającej wolne narody[7].
- 28 marca – w zamachu zorganizowanym przez oddziały Ukraińskiej Powstańczej Armii zginął generał Karol Świerczewski[3].

## Kwiecień
- 28 kwietnia:
  - na polecenie komunistycznych władz Wojsko Polskie wspierane przez MO, ORMO, UB, KBW i WOP rozpoczynają przymusowe przesiedlenie ludności ukraińskiej z ziem południowo-wschodniej Polski na „Ziemie Odzyskane” (Akcja „Wisła”)[8].
  - w Nowym Jorku odbyło się pierwsze nadzwyczajne posiedzenie ONZ poświęcone kwestii palestyńskiej[9].

## Maj
- 18 maja – w Niemczech odbyły się pierwsze wybory do parlamentów krajowych[2].

## Czerwiec
- 2 czerwca – Polska Partia Robotnicza rozpoczęła akcję nazywaną „bitwą o handel”. Zakładała ona silny rozwój handlu państwowego, reorganizację spółdzielczości, znaczne ograniczenie handlu prywatnego oraz kontrolę cen. Doprowadziło to do znacznych trudności w zaopatrzeniu ludności w towary[10].
- 6 czerwca – zmarł Władysław Raczkiewicz, prezydent RP na uchodźstwie[4].

## Lipiec
- 9 lipca – zmarł Lucjan Żeligowski, polski generał[11].
- 30 lipca urodził się Arnold Schwarzenegger, amerykański kulturysta i aktor pochodzenia austriackiego, gubernator Kalifornii[12].

## Sierpień
- 14 sierpnia – Indie i Pakistan proklamowały niepodległość[3].

## Wrzesień
- 22 września – w Szklarskiej Porębie odbyła się narada dziewięciu partii komunistycznych i robotniczych, która zdecydowała o powołaniu do życia Biura Informacyjnego Partii Komunistycznych i Robotniczych[4].

## Październik
- 1 października – Wielka Brytania przekazała władzom niemieckim jurysdykcję nad brytyjską strefą okupacyjną[2].
- 21 października – z Polski potajemnie wyjechał na Zachód, w obawie przed aresztowaniem, Stanisław Mikołajczyk[3].
- Pokojową Nagrodę Nobla otrzymało Religijne Towarzystwo Przyjaciół (kwakrzy)[3].

## Listopad
- 3 listopada – Japonia przyjęła nową konstytucję[13].
- 25 listopada – Nowa Zelandia ogłosiła niepodległość[3].
- 28 listopada – zginął Philippe Marie Leclerc, marszałek Francji[14].

## Grudzień
- 30 grudnia – król Michał I abdykował, Rumunia stała się komunistyczną republiką[15].